# J.J. Jeczalik
Jonathan Edward Stephen Jeczalik, connu sous le nom de J.J. Jeczalik (né le 11 mai 1955) est un musicien anglais de musique électronique et fondateur du groupe Art of Noise.

## Biographie
Avant sa rencontre avec Trevor Horn et le label ZTT, J.J. Jeczalik a travaillé avec de nombreux artistes dont :
- Frankie Goes to Hollywood
- Yes
- Stephen Duffy
- Kate Bush
- Dollar
- ABC

Lors de la production de l'album de Malcolm McLaren "Duck Rock", J.J. Jeczalik et Gary Langan rencontrent Anne Dudley, compositrice de musique classique et orchestrale. Trevor Horn, Gary Langan, Dudley Paul Morley et J.J. Jeczalik fondent The Art of Noise en 1983.